# Pontella pennata
Pontella pennata är en kräftdjursart som beskrevs av Wilson 1932. Pontella pennata ingår i släktet Pontella och familjen Pontellidae. Inga underarter finns listade i Catalogue of Life.